# Gomphandra coriacea
Gomphandra coriacea là một loài thực vật có hoa trong họ Stemonuraceae. Loài này được Wight mô tả khoa học đầu tiên năm 1840.